# روار
روار، روستایی از توابع بخش مرکزی شهرستان سروآباد در استان کردستان ایران است.
این روستا در حال حاضر یکی از زیباترین روستاهای منطقهٔ هورامان است که زاد گاه عالم بلند پایه ماموستا ملا خضر رواری میباشد. شغل اکثر ساکنین این روستاکشاورزی و باغداری ست که باتوجه به وجود رود سیروان در امتداد روستا این مهم امکان‌پذیر شده‌است و در این روستا محصولاتی چون انار (عمدتاً)،انجیر ،انگور و... کشت و برداشت می‌شود.
زبان این روستا هورامی است .

## جمعیت
این روستا در دهستان ژریژه قرار دارد و براساس سرشماری مرکز آمار ایران در سال ۱۳۸۵، جمعیت آن ۲۷۷ نفر (۶۵خانوار) بوده‌است.